# Ali Akbar Haidari
Ali Akbar Haidari (Teherán, Irán, 14 de julio de 1941) es un deportista iraní retirado especialista en lucha libre olímpica donde llegó a ser medallista de bronce olímpico en Tokio 1964.

## Carrera deportiva
En los Juegos Olímpicos de 1964 celebrados en Tokio ganó la medalla de bronce en lucha libre olímpica estilo peso mosca, tras el japonés Yoshikatsu Yoshida y el surcoreano Chang Chang-Sun (plata).